# Міклош Естергазі
Міклош Естергазі де Галанта (угор. Nikolaus Esterházy de Galántha; Ґаланта, 8 квітня 1582 — Гросгефлайн, 11 вересня 1645) — граф Ґаланти, палатин і родоначальник західно-угорського дворянського роду Естерхазі, який став одним із найвеличніших і найвпливовіших аристократичних родів Угорського королівства.

## Життєпис

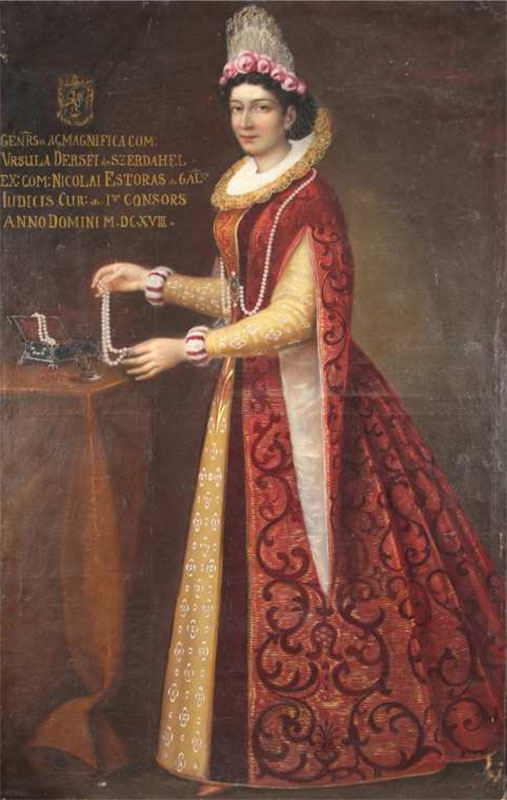
Оршоля Дерсфі

Міклош був сином Ференца Естерхазі, ішпана Братислави, та Жофії Іллехазі (сестри палатина Іштвана Іллехазі). У нього було сім старших братів, дві сестри, два молодших брати і одна молодша сестра. Його батьки були протестантами. З семи років його виховувала тітка Ласлоне Естерхазі Магдалина Кубіні. Освіту здобув у капітулі в Трнаві, в гімназії у Шалі, а потім у єзуїтів у Відні, де релігійно налаштований юнак вивчав історію та риторику, а також богослов'я. В результаті навчання він прийняв католицтво у 1601 році. З цієї причини батько вигнав його з дому; дядько, протестант Іштван Іллехазі, намагався утримати його, благаючи, переконуючи і навіть обіцяючи йому свій маєток у Тренчині, але безуспішно. Міклош супроводжував Іллехазі у вигнанні в Польщі і залишався з ним під час повстання Боцкаї. Після смерті свого дядька (1609) він залишив двір покійного палатина і пішов до Ференца Магочі, головного капітана Кошиці, під керівництвом якого він проходив військову службу. Вперше Естерхазі привернув до себе суспільну увагу і пошану у 1612 році, коли 22 листопада 1612 року одружився з Оршолією Дерсфі, багатою вдовою Ференца Магочі. Дружина, яка була на кілька років старша і походила з поважної родини (і з якою у Міклоша були романтичні стосунки за життя попереднього чоловіка), допомогла Міклошу піднятися на вершину влади. Від шлюбу в 1616 році народився син Іштван, а Оршоля Дерсфі померла у 1619 році. Міклош одружився вдруге 21 липня 1624 року, взявши за дружину Крістіну Нярі, також вдову (її чоловіком був граф Імре Турзо). За п'ятнадцять років їхнього шлюбу народилося дев'ятеро дітей.
Завоювавши прихильність угорського короля Матвія II, у 1613 році він і його брат були зведені в ранг баронів, а його самого призначили радником і капітаном замку, що зробило його законним володарем Регеча. У 1614 році його відправили на збори в Лінц, де обговорювалося продовження турецької війни. Там він завоював повагу іноземців, так що після цього не було жодної важливої справи, в якій би він не брав участі. Він домігся призначення свого колишнього релігійного вчителя Петера Пазманя з посади пробста на архієпископа Естергомського (перший первосвященник Угорщини). 1617 року Міклош став правителем Береґу, а 1618 року — Зволену, таємним радником, а потім головним судовим магістром (1618-22). Відтепер найважливіші справи країни здебільшого покладалися на нього.
За правління Фердинанда II, у 1619 році був учасником мирної конференції в Карей, згодом входив до складу національної комісії, направленої до повсталих чеських орденів; брав участь у конференціях у Гайнбурзі; потім допомагав укладати Нікольсбурзький мир; на той час став камергером, суддею (1622-25), капітаном Ерсекуйвара. Коли йому довелося передати Мукачево у 1622 році Габору Бетлену через Нікольсбурзький мир, імператор компенсував його двома новими володіннями, а саме Фракно (сьогодні: Форхтенштайн, Австрія) та Кісмартон (сьогодні: Айзенштадт, Австрія). Після розгрому турків на водах Нітри (1623), Міклош провів тріумфальний марш у Відні 20 січня 1624 року і намагався переконати короля продовжувати війну. За його участі у Балашадьярматі був укладений мир з Туреччиною.

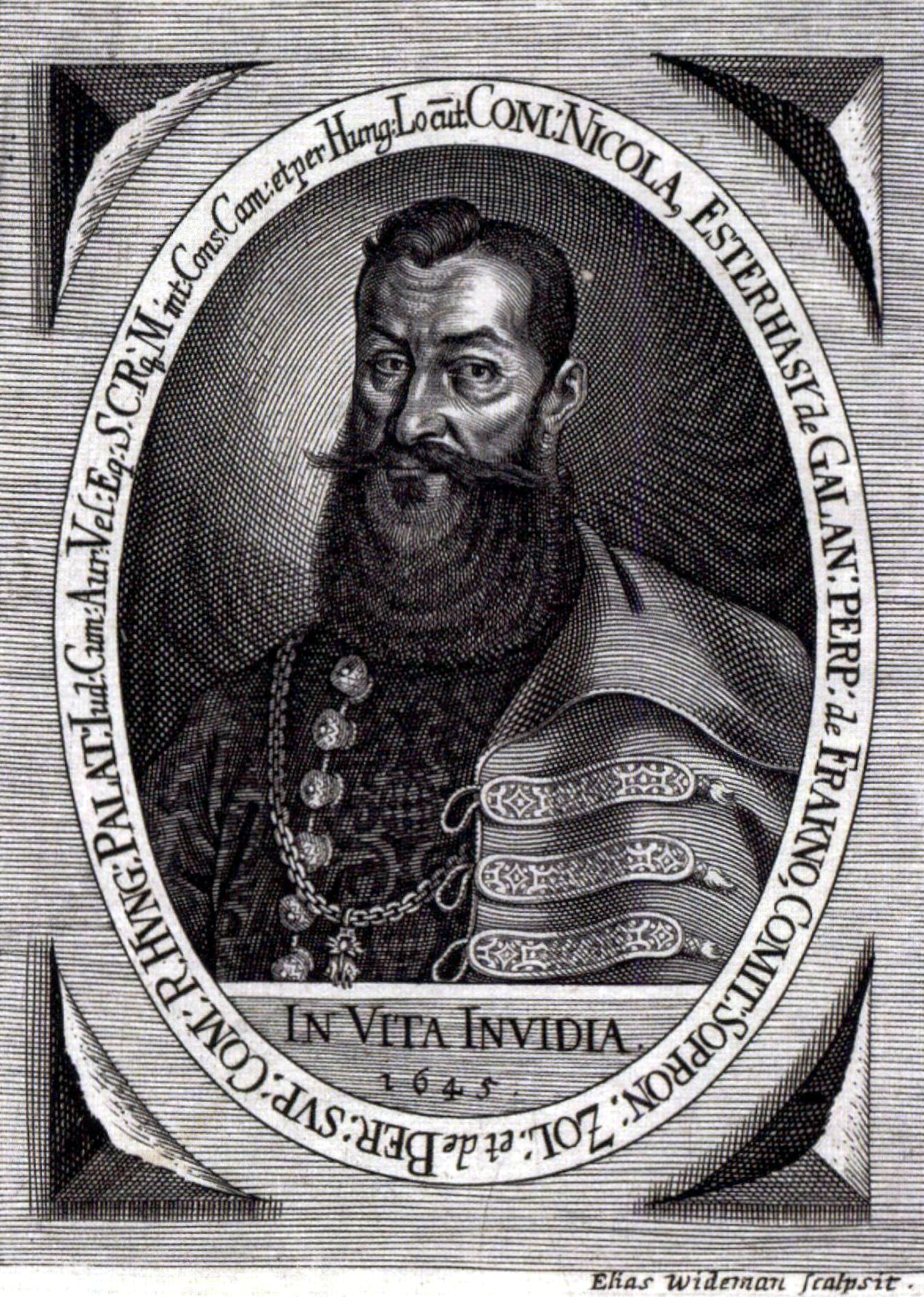
На гравюрі

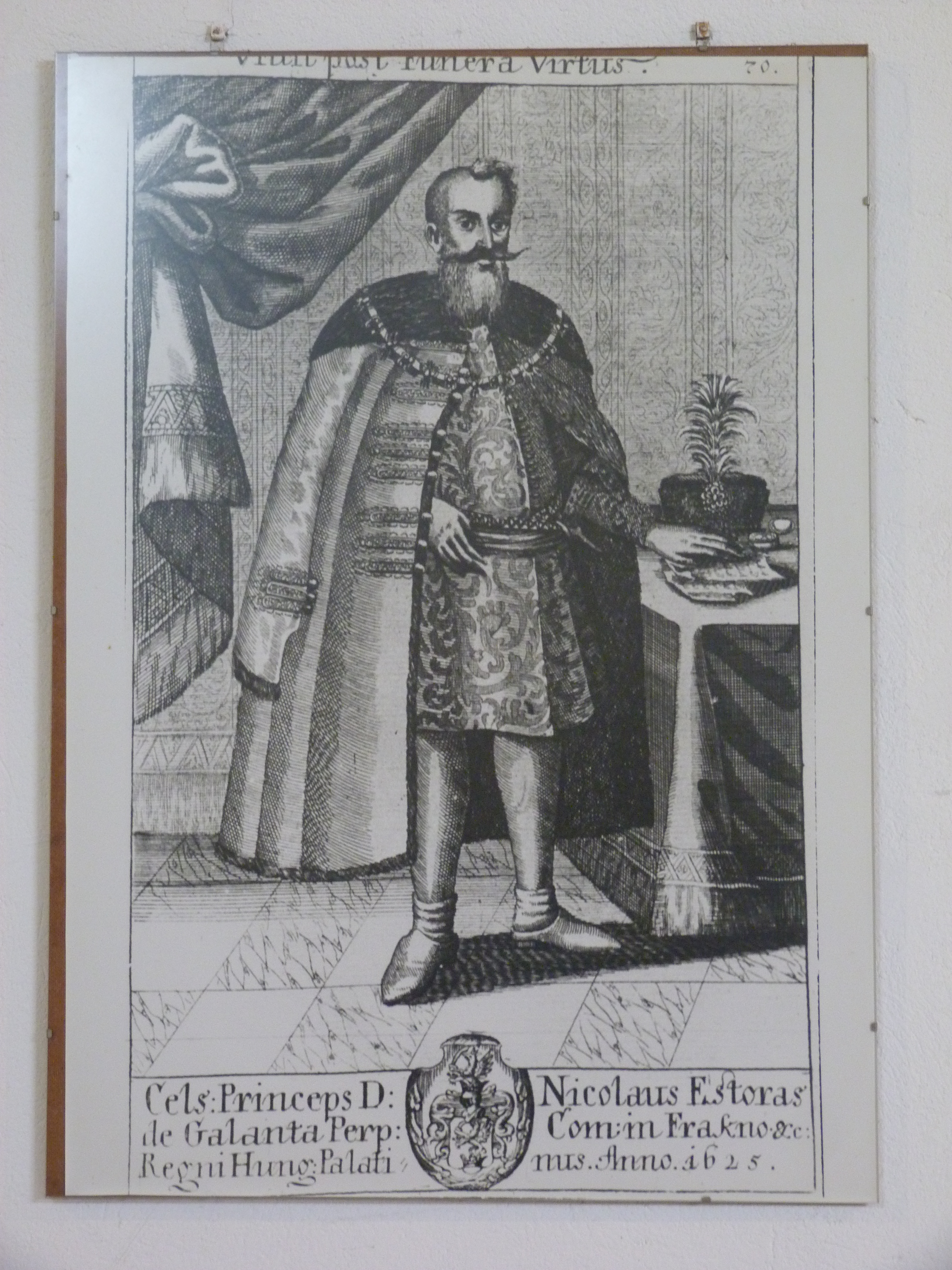
Міклош Естерхазі, церква Успіння

25 жовтня 1625 року протестантський сейм у Шопроні п'ятьма шостими голосів обрав його, католика, палатином Угорщини (таким чином, він став володарем Пешт-Піліш-Шольт-Кішкун), що стало його найвищою політичною посадою в країні. У 1626 році Фердинанд II подарував йому у володіння замок Форхтенштайн і належні до нього маєтки, одночасно зробивши його спадковим графом цього замку і володарем округу Шопрону. У 1628 році, після перемоги Альбрехта Валленштейна над військами Бетлена Габора і подальших мирних договорів у Братиславі та Шоні, король Іспанії нагородив його орденом Золотого руна. Пізніше він воював проти Ракоці Дєрдя і був посередником у мирній угоді в Кошице 1644 року. Після смерті Фердинанда у нього з'явилося багато ворогів. Один з його синів, Пауль, також став дворянином і заснував герцогську гілку свого роду.

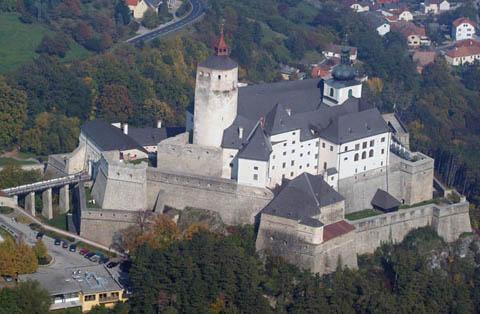
Замок Фракно

## Його роботи
- A Magyar-Országi Palatinusnak, Gróf Eszterhazi Miklósnak, Rákóczi György Erdélyi fejedelemnek irt egynehány Intő Leveleinek igaz Pariája. Pozsony, 1644 (2. kiadása, Győr, 1756. Latin fordításban az eredetinél egy hónappal előbb jelent meg 1644. márciusban, Bécsben])
- …Intő Leveleinek igaz Pariája. Bécs, 1645 (A Rákóczival folyt egész levelezés. Molnár János, M. Könyvesházában, III. 1783. kivonatokat közölt belőle.)
- …Lonyai Sigmondhoz, és némely Vármegyékhez irt egy-nehány Leveleinek igaz Pariája, uo., 1645 (Molnár J. az idézett helyen ebből is közölt néhány kivonatot.)
- Galántai gróf Esterházy Miklós munkái. Eredeti kéziratok és kiadások után a szerző életrajzával szerkesztő Toldy Ferenc. Pest, 1852. Ujabb Nemzeti Könyvtár I. folyam: I. Értekező levél gr. Nádasdy Ferenczhez, kit kellessék minekünk az szentirásnak értelmében követnünk, hogy mi is eretnekségben ne essünk. II. Levelek Sennyei István cancellárhoz, 1631 (öt levél) III. Intő levelek Rákóci György erdélyi fejedelemhez 1643–51. (28 levél) IV. Levelek Lónyai Zsigmondhoz és némely vármegyékhez 1644–45. V. Okmányos toldalék. (A nádor státusiratai: Opinio, Discursus, Considerationes cz. és levelei)
- Esterházy Miklós nádor iratai, 1-2.; Stephaneum Ny., Bp., 1930—1932
  - 1. Kormányzattörténeti iratok. Az 1642. évi meghiúsult országgyűlés időszaka (1640. december–1643. március); szerk. Hajnal István; 1930
  - 2. Türkische Schriften aus dem Archive des Palatins Nikolaus Esterházy, 1606—1645; szerk. Fekete Lajos; 1932

Egy névtelen röpiratról: Magyarországnak mostani állapotjáról egy, hazája szerető, igaz Magyar embernek tanácslása 1621, melyet P. és T. (Pringer és Thewrewk) 1838-ban Pozsonyban ujra kiadtak és E.-nak tulajdonítottak, Jászay Pál (Figyelmező 1839. 21. 22. sz.) kimutatta, hogy az legtöbb hihetőséggel Balásfy Tamás püspöknek tulajdonítható.
Leveleiből Beke Antal közölt néhányat a Történelmi Tárban (1886) Emlékiratát az 1631. erdélyi hadjáratról Pettkó Béla adta ki ugyanott (1884).
Arcképe: rézmetszet Widemann E.-től; 1649 körül, Hohn rajza s Ehrenreich metszete; aczélmetszet Tyrolertől Pesten, nyomt. Frey, E. névaláirásával a 4. sz. Munkái mellett és kőnyomat Rohntól, 1857.